# ديف بليك
ديف بليك هو سياسي كندي، ولد في 20 مارس 1925، وتوفي في 25 فبراير 2008.